# Фиксики против кработов
«Фи́ксики про́тив кра́ботов» — российский полнометражный анимационный фильм студии «Аэроплан», основанный на мультсериале «Фиксики». Главных героев картины озвучили Дмитрий Назаров, Нонна Гришаева, Лариса Брохман, Диомид Виноградов и Дмитрий Сыендук.
Выход в широкий прокат состоялся 21 декабря 2019 года.
Также к выходу планировался мультсериал «Кработы», состоящий из 78 эпизодов по 7 минут и являющийся приквелом к фильму, однако его отменили. От мультсериала остался лишь аниматик к первому эпизоду.

## Сюжет
Фиксики подготовили сюрприз своему другу, учёному Гению Евгеньевичу Чудакову, собрав в один шкаф все его регалии. Внезапно появляется надменная Эрика, чтобы вывести коллегу-учёного на чистую воду и обвинить в наличии тайной лаборатории, где обитают помощники-фиксики. Помощница Лиза в ужасе от гремящей ссоры. Эрика вызывает Чудакова на дуэль, с условием, что если она выиграет, то Чудаков объявит на весь мир о существовании фиксиков. Чудакову ужасно стыдно перед своими маленькими друзьями. Дедус на правах старшего фиксика утешает Гения Евгеньевича. Теперь друзьям необходимо позвать и собрать команду из восьмерых участников, как того требует Эрика, обещавшая выставить свою восьмёрку.
Фиксики задумываются, что за помощники могут быть у Эрики? Чудаков рассказывает друзьям об истории соперничества с Эрикой. Внезапно фиксики спохватываются, что если двое новичков согласятся, то их станет девять, тогда как необходимо восемь помощников. В результате разгоревшегося спора о том, чтобы не брать с собой Альта или Мегу, принято решение, что Нолик ещё слишком юн: Верта выдвигает его кандидатуру. Тот в попытке доказать свою «силу» вынимает из помогатора молоток и ненароком повредил важную часть 3D-принтера. Дедус соглашается с Вертой.
Чудакову снится жуткий кошмар: он заходит в свою лабораторию, но Лизонька закрывает перед ним турникет, а Эрике говорит, что «зашёл один посторонний». Чудаков проползает под турникетом и, резко вбежав в лабораторию, понимает, что люди изловили всех фиксиков, и теперь они работают по принуждению в его лаборатории, причём как заключенные. Когда Чудаков разрыдался от отчаяния, всё исчезает, и призраки фиксиков упрекают Чудакова в рассекречивании, а Файер его трясёт. В этот момент Чудакова пробуждает его секретарша, которая принесла ему еду, мотивируя это тем, что он уже неделю ничего не ест и не пьёт из-за работы.
Нолик в это время переживает, что оказался лишним. Случайно он пробалтывается мальчику ДимДимычу и его подруге Кате. Дети немедленно просят рассказать, что случилось, с начала.
На зов откликаются «продвинутые» фиксики Альт и Мега, команда сформирована. Тем временем ДимДимыч и Катя ругают фиксиков за то, что они не взяли с собой Нолика. Заступничество оказывается эффективным: Мега великодушно уступает своё место Нолику, поскольку Верта ушла из команды. Как оказывается, она думала, что общалась с «мальчиком» (имея ввиду старшего брата Меги), но потом она поняла, что Мега на самом деле девочка. Начинается подготовка к дуэли. С помощью 3D-принтера фиксики умудряются собрать всё, что угодно, даже торт-желе, которым Чудаков угощает Лизу. Однако та подслушала телефонный разговор Чудакова с Эрикой и в порыве ревности отвергает желе.
Дедус чувствует, что за ними следят, но пора отправляться в дорогу. Лиза набивается вместе с Гением Евгеньевичем, и чтобы не впутывать в дуэль помощницу, он поручает ей провести важный эксперимент. В лабораторию приходят ДимДимыч с Катей, которые также рвутся помогать Чудакову. Учёному приходится отделываться и от них: он ведёт детей на склад и показывает полку, где хранятся таблетки. Самоуверенный ДимДимыч вызывается достать коробку. Дедус же замечает небольшого робота-краба с камерой и бросается в погоню за шпионом. Не справившись с управлением кара, он влетает в желе и застревает в нём. Ничего не подозревая, Чудаков погружает принтер с фиксиками в кузов фургона и едет на дуэль. ДимДимыч, узнав о том, что Чудаков уехал, падает с полки на пол и ушибает колено.
На берегу Чудаков и фиксики спохватываются, что Дедуса нет. Возвращаться времени нет: робот-манипулятор затаскивает учёного с 3D-принтером на борт корабля. Другие манипуляторы прихорашивают Чудакова перед ответственным событием. Эрика построила целую подводную лабораторию, в которой ощущает себя полновластной хозяйкой. Самодовольная женщина показывает снимки, предоставленные роботами-шпионами. Так Чудаков узнаёт, что Дедус застрял в желе.
Дети решают помочь Дедусу вернуться в команду, для чего они играют на ревности Лизы. Замысел срабатывает: решительная Лиза переодевается под байкера, берёт с собой Катю (с ней Дедус), а травмированного ДимДимыча они оставляют проводить эксперимент. Чудаков в это время сконфужен, ощущая себя уже проигравшим. Эрика объявляет тему для первого раунда дуэли: необходимо изготовить куклу. Фиксики принимаются за дело, активировав механизмы принтера.
Приходит время показать результаты. Механическая кукла Чудакова смотрится наспех сколоченной поделкой и ничего, кроме стыда за халтурную работу, не вызывает. Очевидно, это произошло из-за драки между Альтом и Файером. Очередь за Эрикой. Её результат — кукла Гения, который получился на зависть. Эрика наконец показывает своих помощников – команда помогаторов под названием «кработы». Работоспособность и таланты этих роботов и знают границ. Фиксики в ужасе от таких соперников. Кработы совершенно безлики, но взаимозаменяемы и прекрасно работают в команде. Всё это время за фиксиками шпионил кработ 08. Упиваясь победой, Эрика предлагает фиксиками потягаться с кработами.
Фиксики проигрывают конкурс за конкурсом, и вскоре счёт становится разгромным в пользу кработов. Только Симка оказывается на высоте. Она почти побеждает в своём этапе, но отвлекается на 08-го, получившего серьёзные повреждения, и решает сказать Эрике, что ему нужна помощь. Однако, сама Эрика воспринимает своих помощников бездушными железками, ей плевать на вышедшего из строя кработа, она просто заменит его другим.
Тем временем на причал приезжают Лиза с Катей. Они залетают на корабль, но сторожевой компьютер не пускает их внутрь. Эрика требует от Чудакова исполнять условия дуэли: он должен раскрыть фиксиков миру. Гений Евгеньевич пробует задобрить Эрику, рассказав о том, как он когда-то обыграл её на конференции — ему помог тогда Дедус. Эта исповедь глубоко расстраивает фиксиков, они отворачиваются от своего учёного друга. Дедус вовремя выходит на связь с фиксиками, что резко приободряет Гения Евгеньевича. Он просит у Эрики шанс отыграться, и она неохотно разрешает. Новое задание связано с «помощником помощника».
ДимДимыч в это время при поддержке «ассистентки» Верты проваливает эксперимент, засыпав в колбу не те таблетки. В результате колба лопается, а по лаборатории начинает носиться обезумевший пылесос. ДимДимычу приходится улепётывать от него на инвалидном кресле. Это мальчику удаётся, вот только он застревает в ограждении.
Чудаков предъявляет результаты своей работы: чудо-винт Выкрутас с множеством насадок, подчиняющийся командам. Эрика лишь недоверчиво хмыкает и показывает троицу усовершенствованных кработов, способных производить новых механических сородичей. Эрика становится жертвой своего потребительского отношения к помощникам: новые кработы безжалостно избавляются от своих предшественников, бросив их в переплавку. Новые кработы выходят из-под контроля собственной хозяйки. Они сломали компьютер и теперь контролируют сами себя.
Кработы выбираются на палубу, разрушают мотоцикл Лизы и распиливают цепи якоря, удерживающий корабль на берегу. Судно приходит в движение. Кработы всё производятся и производятся, теперь их уже сотни. Фиксикам приходится вступать в сражение с ними, чтобы спасти 3D-принтер. Симка кидается на помощь Кате, тщетно пытающейся повернуть штурвал корабля. Совместными усилиями им удаётся не угодить в опору моста. ДимДимыч в это время звонит Лизе, прося о помощи.
Эрика и Чудаков оказываются запертыми. Эрика признаёт свои ошибки, Чудакову приходится утешать недавнюю соперницу. Эрика понимает, что надо делать: надо остановить её принтер, и тогда кработы перестанут таскать к нему сырьё. Фиксики включаются в игру, заваливая кработов их же собственными деталями. Возникают сложности: Мега попадает внутрь страшных механизмов, Нолик бросается на помощь. И сначала Дедус его останавливает, чтобы предотвратить безумие — Нолик мог погибнуть, бросаясь вслед за Мегой. Однако потом Нолик залетает в щель и придерживает Мегу, которая оказалась запутанной в пружине. С огромным трудом фиксикам удаётся остановить принтер кработов и спасти Мегу с Ноликом от неминуемой гибели.
Эрика находит старый снимок, который сохранил Гений Евгеньевич. Этот поступок производит на неё большое впечатление. Эрика назвала корабль «Архимедом», потому что Гений звал её Эврикой. Из-за кработов судно получает течь, но они как ни в чём не бывало продолжают таскать детали. Мега и Нолик зовут на помощь кработа 08, последнего уцелевшего из старой партии. Кработ очень боится новых сородичей (он видел как они расправились с его друзьями), но опасения оказываются напрасными: 08-му удаётся повлиять на товарищей, заставив их чинить, а не ломать. Таким же образом 08-й вразумляет и остальных кработов. Они прекращают рушить корабль, успевший потерять к тому времени винт.
Полным ходом на «Архимед» надвигается огромный круизный лайнер. Кработы кидаются на палубу, а капитану теплохода удаётся сманеврировать мимо «Архимеда». ДимДимыч вновь звонит, но успевает услышать лишь совет использовать манипулятор. Не успела Лизонька договорить, корабль садится на мель, и телефон Лизоньки падает в воду. Вода начинает стремительно затапливать корабль. Фиксики находят пробоину и вместе с кработами отправляются заделывать её.
Пока кработы возятся, уровень воды поднимается всё выше, и Чудаков с Эрикой начинают захлёбываться. На помощь приходит Выкрутас. Вместе со всеми кработами он открывает люк, но вода уже полностью затопила трюм. Симка ныряет с аквалангом и радостно сообщает, что Чудаков с Эрикой живы. Они любят друг друга.
Лиза глубоко переживает потерю Чудакова, но после ныряния в реку, она приходит в себя на руках красавца-капитана. Эрика извиняется перед кработом 08, а затем выбрасывает досье, спасая тайну фиксиков. Получив видеосообщение, Чудаков, Катя и фиксики от души смеются над ДимДимычем, который был в лаборатории, и у которого в руках кубок, полностью замотанным в туалетную бумагу. Тот сначала обижается на это, но потом смеётся по связи.
Под конец мультфильма теплоход был починен, и на его борту празднуется сразу две свадьбы: Гения и Эрики, капитана и Лизы. ДимДимыч, Катя и фиксики в полном составе гуляют на свадьбе. Дедус восстанавливает первую партию кработов.

## Роли озвучивали
| Актёр                                 | Роль                                         |
| ------------------------------------- | -------------------------------------------- |
| Дмитрий Назаров                       | Дедус                                        |
| Нонна Гришаева                        | Эрика                                        |
| Лариса Брохман                        | Симка                                        |
| Диомид Виноградов                     | Профессор Чудаков (Гений Евгеньевич Чудаков) |
| Прохор Чеховской                      | Файер                                        |
| Станислав Евсин                       | Игрек                                        |
| Инна Королёва                         | Верта                                        |
| Варвара Обидор                        | Шпуля / Лизонька                             |
| Артём Скосарев                        | Нолик                                        |
| Дмитрий Сыендук                       | Альт                                         |
| Татьяна Весёлкина                     | Мега                                         |
| Ярослав Ефременко / Александр Новиков | ДимДимыч                                     |
| Анастасия Дятлова                     | Катя                                         |
| Пётр Иващенко                         | Капитан                                      |
| Олег Ужинов                           | Умный корабль                                |
| Элиза Мартиросова                     | в эпизодах                                   |

## Создатели
- Авторы сценария: Георгий Васильев, Евгений Антропов.
- Режиссёры-постановщики: Васико Бедошвили, Олег Ужинов, Иван Пшонкин.
- Художники-постановщики: Михаил Желудков, Наталья Курбатова, Юрий Пронин.
- Музыка: Сергей Сысоев (фоновая музыка), Георгий Васильев (песни), Андрей Козловский (песня про очки).
- Технический директор: Михаил Бажутин.
- Супервайзер производства: Павел Ледин.
- Генеральный директор: Юлия Софронова.
- Исполнительные продюсеры: Оксана Фомушкина, Любовь Гайдукова.
- Продюсеры: Георгий Васильев, Илья Попов, Сергей Саркисов.

## Саундтрек
1. Помогатор (Кработ-версия)
2. Очки
3. Кработы
4. Эти фиксики
5. Кукольное танго